# Бібіков Семен Іванович
Семен Іванович Бібіков (1897, Барабінський повіт Томської губернії, тепер Барабінський район Новосибірської області, Російська Федерація — розстріляний 20 липня 1938, місто Красноярськ, тепер Російська Федерація) — радянський діяч. Член Центральної контрольної комісії ВКП(б) у 1925—1927 роках. Член ВЦВК.

## Життєпис
Народився в селянській родині. Закінчив 4 класи початкової школи.
Працював наймитом та сільськогосподарським робітником. За революційну діяльність був декілька разів заарештований.
У 1916—1918 роках служив у російській армії, учасник Першої світової війни.
Потім брав участь у громадянській війні в Росії.
Член РКП(б) з 1920 року.
До 1922 року працював в органах робітничо-селянської міліції Сибірського краю.
З 1922 року — на партійній роботі в Хакаському національному окрузі; в апараті Народного комісаріату робітничо-селянської інспекції РРФСР.
На 1925—1927 роки — уповноважений Сибірської контрольної комісії ВКП(б).
На початку 1930-х років — заступник голови виконавчого комітету Хакаської обласної ради.
З 1936 по червень 1937 року — завідувач відділу соціального забезпечення виконавчого комітету Красноярської крайової ради.
28 червня 1937 року заарештований органами НКВС у місті Красноярську. 20 липня 1938 року Військовою колегією Верховного суду СРСР за звинуваченням в участі в діяльності контрреволюційної терористичної організації засуджений до страти. Розстріляний того ж дня в Красноярську.
Посмертно реабілітований 29 серпня 1956 року ухвалою Військової колегії Верховного суду СРСР 